# Вітроґощ
Вітроґощ (пол. Witrogoszcz, нім. Güntergost) — село в Польщі, у гміні Лобжениця Пільського повіту Великопольського воєводства.
Населення — 535 осіб (2011).
У 1975-1998 роках село належало до Пільського воєводства.

## Демографія
Демографічна структура станом на 31 березня 2011 року:
|          | Загалом | Допрацездатний вік | Працездатний вік | Постпрацездатний вік |
| -------- | ------- | ------------------ | ---------------- | -------------------- |
| Чоловіки | 265     | 66                 | 174              | 25                   |
| Жінки    | 270     | 61                 | 158              | 51                   |
| Разом    | 535     | 127                | 332              | 76                   |